# Flugplatz Baden-Oos

i7
i11
i13
Der Flugplatz Baden-Oos (ICAO-Code: EDTB) ist ein Sonderlandeplatz in der baden-württembergischen Stadt Baden-Baden. Er liegt beim Bahnhof Baden-Baden im Stadtteil Oos. Der ehemalige Verkehrslandeplatz verfügt seit dem Umzug des Flugbetriebs zum Flughafen Karlsruhe/Baden-Baden im Jahr 1999 noch über eine 790 Meter lange und 30 Meter breite Graspiste. Er ist für Segelflugzeuge, Motorsegler, Ultraleichtflugzeuge und Motorflugzeuge mit einem Höchstabfluggewicht von bis zu zwei Tonnen zugelassen.

## Geschichte

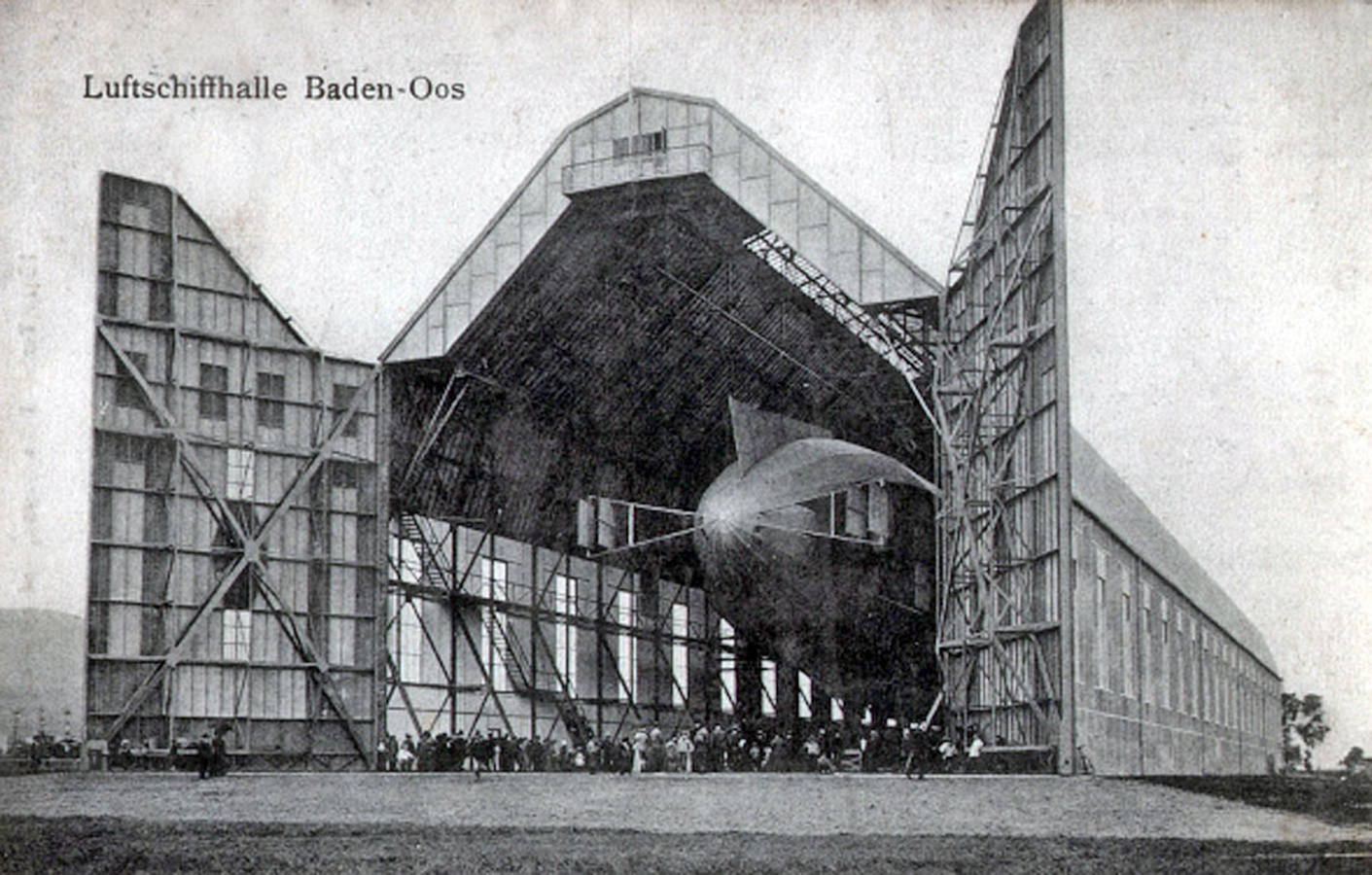
Luftschiffhalle auf dem Flugplatz

Luftschiff LZ 11

### Vor dem Ersten Weltkrieg
Der erste Flugplatz wurde hier im Frühjahr 1910 eingerichtet. Neben einem Luftschiffhangar mit einer Grundfläche von 160 × 30 Metern und einer Höhe von 30 Metern, verfügte der Platz über ein Wasserstofflager mit einem Fassungsvermögen von 12.000 Kubikmetern und einen Gleisanschluss zur Wasserstoffgasversorgung. Am 21. August 1910 wurde er mit der Ankunft des Luftschiffs LZ 6 eingeweiht und war damit der erste deutsche Zeppelin-Landeplatz außerhalb von Friedrichshafen. Zwei Tage später führte LZ 6 die erste kommerzielle Passagierfahrt in Deutschland durch. An Bord waren zwölf Passagiere, die jeweils 200 Mark für eine zweistündige Rundfahrt bezahlten. Ab diesem Tag wurden täglich weitere Fahrten durchgeführt. Am 14. September fing die Hülle von LZ 6 Feuer und das Luftschiff wurde irreparabel beschädigt. Später richtete die Deutsche Luftschiffahrts-Aktiengesellschaft mit dem Luftschiff LZ 7 eine regelmäßige Verbindung zwischen Frankfurt am Main und Baden-Baden ein. Die letzte Luftschifffahrt wurde mit dem Luftschiff LZ 11 am 12. Juli 1914 durchgeführt.
Im Oktober 1910 machte Anthony Fokker seine ersten Flugversuche mit seinem Flugzeug Spin auf dem Platz.

### Erster Weltkrieg
Mit Ausbruch des Ersten Weltkriegs kam der zivile Luftschiffverkehr zum Erliegen, da das Kriegsministerium die Luftschiffe für das Militär einzog. Der Luftschiffhangar wurde ebenfalls konfisziert. Der Platz wurde als militärischer Flugplatz genutzt. Ab 1917 wurden auf dem Flugplatz alte Flugzeuge abgewrackt und verwertbare Teile gelagert. Insgesamt wurden rund 3300 Flugzeuge von 280 Arbeitern verwertet.

### Zwischenkriegszeit und Zweiter Weltkrieg

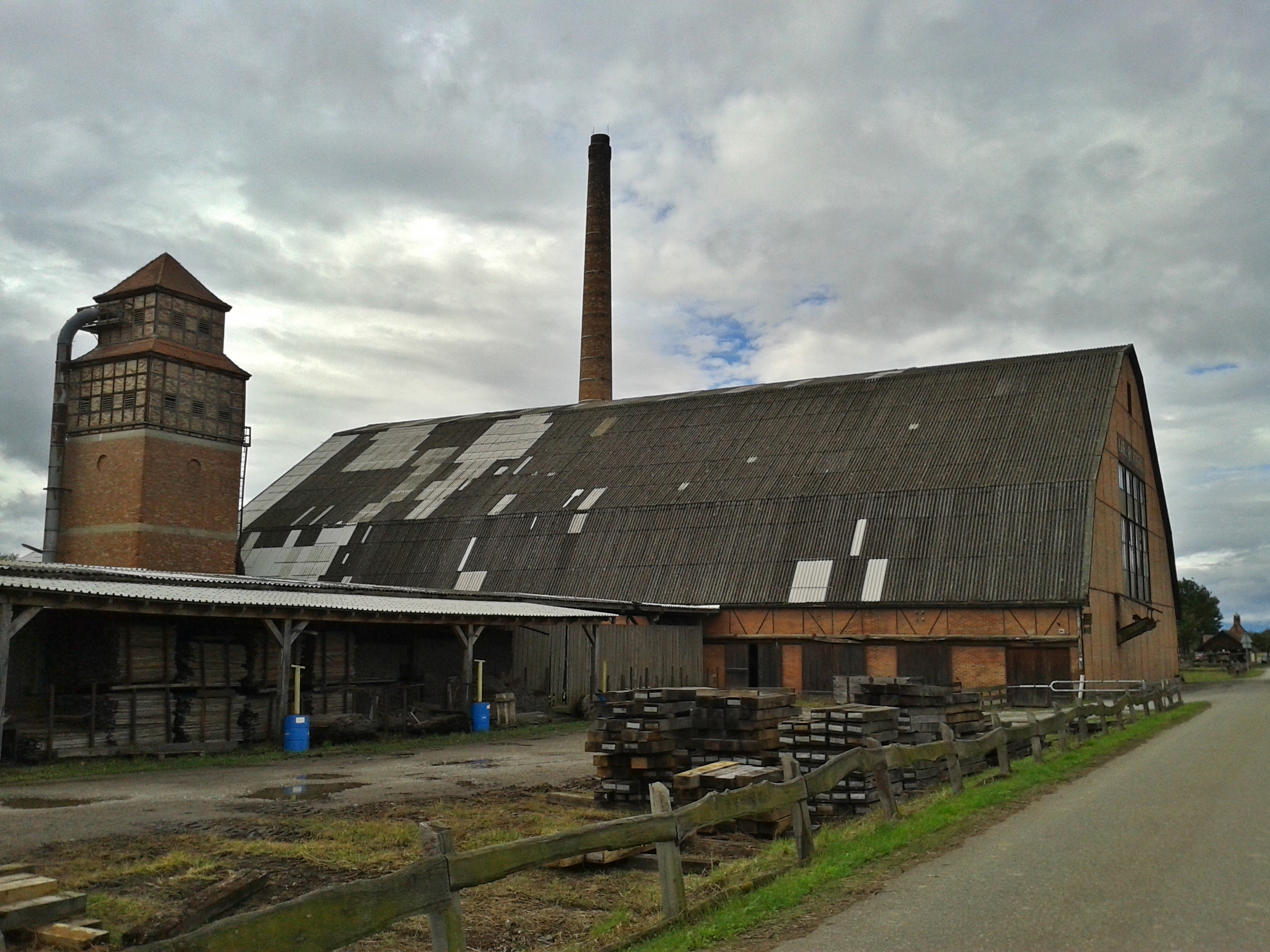
Die ehemalige Ooser Luftschiffhalle im Jahr 2013 in Auggen

Nach dem Krieg wurde die Luftschiffhalle an die Stadt Baden-Baden als Besitzer des Flugplatzgeländes verkauft. Aufgrund des Versailler Vertrags musste sie jedoch demontiert und weiterverkauft werden. In Auggen wurde sie 1923 in verkleinerter Form als Sägehalle wiederaufgebaut. Auf dem Ooser Platz stellte die Segelflugwerke GmbH, die 1922 in Weltensegler-Werke umbenannt wurde, Segelflugzeuge her. Die Flugzeuge starteten jedoch nicht vom Platz aus, sondern von Bergkuppen im nahegelegenen Schwarzwald. Während des Zweiten Weltkriegs wurde der Flugplatz von Sommer 1940 bis Dezember 1944 zur Segelflugausbildung zukünftiger Militärpiloten genutzt.

### Nachkriegszeit
Nach dem Zweiten Weltkrieg wurde der Flugplatz zunächst von der französischen Armee besetzt. Nachdem 1960 die Beschränkungen des Potsdamer Abkommens gelockert wurden, wurde der Platz auch wieder für den zivilen Luftverkehr zugänglich. Die ersten Flugvereine zogen 1962 auf das Gelände. Ab 1965 wurde jährlich die Internationale Gebrauchtflugzeug-Messe (IGM) veranstaltet. 1970 wurde eine 1200 Meter lange Asphaltpiste und 1974 ein neuer Hangar gebaut. Die Zahl der jährlichen Flugbewegungen erreichte 1975 mit 60.244 ihren Höchststand. Ende der 1990er Jahre verließ das französische Militär den Standort und der zivile Luftverkehr wurde ab 1997 zum Flughafen Karlsruhe/Baden-Baden verlegt. Der Flugplatz wurde 1999 zu einem Sonderlandeplatz klassifiziert. Seitdem steht dem Flugplatz nur noch eine verkürzte Graspiste zur Verfügung. Die Asphaltpiste wurde zurückgebaut und an ihrer Stelle das Gewerbegebiet Oos-West angelegt.

## Zwischenfälle
- Am 7. April 1969 wurde eine Douglas DC-3/C-47D der United States Air Force (USAF) (Luftfahrzeugkennzeichen 43-49540) bei einem Unfall am Flugplatz Baden-Oos irreparabel beschädigt. Über Personenschäden ist nichts bekannt.[8]

- Am 23. Juni 1998 startete ein Segelflugzeug vom Typ Glaser Dirks DG-100 vom Flugplatz. Nach rund einer Stunde Flug prallte ein Panavia 200 Tornado von hinten auf das Segelflugzeug, wobei zunächst dessen Leitwerk und dann die linke Tragfläche zerstört wurden. Der Pilot verlor die Kontrolle über die Maschine. Das Flugzeug prallte circa fünfzehn Kilometer vom Flugplatz entfernt fast senkrecht auf den Boden, wobei der Pilot getötet wurde. Der Tornado wurde schwer beschädigt, konnte aber sicher in Ramstein landen. Die Besatzung des Kampfflugzeugs blieb unverletzt.[9]

- Am 10. Juni 2003 startete ein Segelflugzeug vom Typ Rolladen Schneider LS3-A im Windenstart. Der Start verlief zunächst normal. In einer Höhe von 50 bis 80 Metern klinkte der Pilot das Windenseil selbstständig aus und drehte anschließend nach rechts ein. Dabei wurde die Querlage immer steiler und das Flugzeug berührte schließlich mit der rechten Tragfläche einen Baum in etwa fünf bis sieben Metern Höhe. Das Flugzeug prallte daraufhin mit dem Bug seitlich voran auf den Boden. Der Pilot erlitt dabei schwere Verletzungen an Kopf und Wirbelsäule. Er wurde per Rettungshubschrauber in ein Krankenhaus geflogen, erlag jedoch seinen Verletzungen.[10]